# الجرب (عبس)

تعديل مصدري - تعديل

الجرب هي إحدى قرى عزلة قطبة بمديرية عبس التابعة لمحافظة حجة، بلغ تعداد سكانها 346 نسمة حسب تعداد اليمن لعام 2004.